# オナガセセリ
オナガセセリ (Urbanus proteus) は、セセリチョウ科に分類されるチョウの一種。

## 分布
アメリカ合衆国南部からアルゼンチンにかけて分布する。

## 特徴
開長4.5cm。翅表の基部が青緑色となる。
道端などの開けた草地でみられる。夏に南から北へ移動し、ときにミシガン州やコネチカット州にまで飛んでいく。
マメ科を食草とする。